# Autobiografia (Biernat z Lublina)
Autobiografia – notatka autobiograficzna Biernata z Lublina z początku XVI wieku.
Autograf po łacinie został zapisany częściowo na odwrocie prawdopodobnie karty tytułowej, a częściowo na ostatniej karcie drukowanego dzieła De christiana religione contra Hebraeos. Wpis nie posiada oryginalnego tytułu.
Notatka składa się z dwóch części. Pierwsza – z datą grudzień 1501 – umieszczona na ostatniej stronie, brzmi w tłumaczeniu: „Ty, co czytać później będziesz, wspomnij Biernata Lubelczyka, księdza”. Druga, wpisana w 1516 lub później na początku książki, jest obszerniejsza. Autor wymienia postaci, u których służył od osiemnastego roku życia do 1516 (m.in. Filipa Kallimacha). Najwięcej miejsca poświęca czasowi spędzonemu u Jana Pileckiego, wojewody ruskiego, i jego syna, u których miał zapewnione dobre warunki bytowe oraz możliwość lektury licznych książek. Notatka jest jedną z niewielu wypowiedzi autobiograficznych o literaturze polskiego średniowiecza i wczesnego renesansu.